# Gabriel Deville
Pour les articles homonymes, voir Deville.
Gabriel Deville, né le 8 mai 1854 à Tarbes (Hautes-Pyrénées) et mort le 28 février 1940 à Viroflay (Yvelines), est un journaliste, écrivain, homme politique socialiste et diplomate français.

## Biographie

### Famille
Né en 1854, Gabriel Deville est le petit-fils de Jean-Marie Joseph Deville, représentant des Hautes-Pyrénées à la Constituante de 1848 et aux législatives de 1849. Son père, notaire à Tarbes (Hautes-Pyrénées), est nommé maire de la ville après la proclamation de la République le 4 septembre 1870 et après avoir été ambulancier durant la guerre (il avait installé des lits pour les blessés dans sa maison). L'oncle de Gabriel Deville est quant à lui médecin et proscrit de 1851 avec l'arrivée au pouvoir de Napoléon III. Réfugié à Londres, il est le médecin et l'ami de Victor Hugo, Louis Blanc et de nombreux proscrits.

### Formation et débuts
Après des études de droit, Gabriel Deville devient journaliste à L’Égalité, le journal de Jules Guesde. Il est l'auteur de nombreux essais politiques grâce auxquels il fait figure de théoricien du socialisme. La Xe chambre correctionnelle le jugea, ainsi que Jules Guesde, Marie Manière et Marie Bonnevial, pour association non autorisée dans l'organisation d'un congrès ouvrier international prévu le 5 septembre 1878 à Paris.

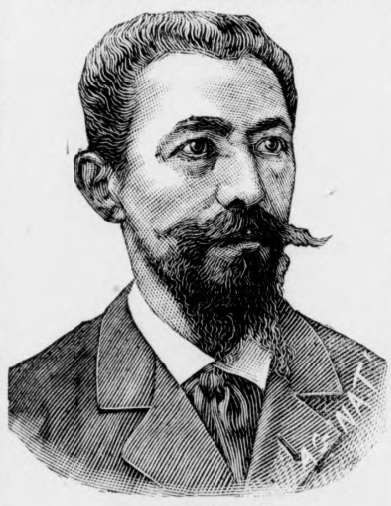
Gabriel Deville en 1898.

Il est membre du Parti ouvrier français fondé par Jules Guesde jusqu'en 1889. Il est député de la Seine de 1896 à 1898 et de 1903 à 1906, siégeant avec les socialistes parlementaires. Il participe activement aux débats sur la loi de séparation des Églises et de l'État. Il ne se représente pas en 1906 et devient ambassadeur en Éthiopie, puis délégué de la France à la Commission Européenne du Danube et enfin ambassadeur à Athènes.

## Sources
- « Gabriel Deville », dans le Dictionnaire des parlementaires français (1889-1940), sous la direction de Jean Jolly, PUF, 1960 [détail de l’édition]